# IC 467
IC 467 — галактика типу SBc () у сузір'ї Жираф.
Цей об'єкт міститься в оригінальній редакції індексного каталогу.